# Стахорщина
Стахорщина (укр. Стахорщина) — село в Новгород-Северском районе Черниговской области Украины. Население — 419 человек. Занимает площадь 1,41 км². Расположено на реке Малотечь.
Почтовый индекс: 16060. Телефонный код: +380 4658.

## История
Стахорщина, село в Черниговской области. Близ села, на берегу реки Малотечны, в урочище Чайкин Лог, городище древнерусского времени. Рядом расположено открытое селище.

## Власть
Орган местного самоуправления — Кировский сельский совет. Почтовый адрес: 16060, Черниговская обл., Новгород-Северский р-н, с. Троицкое, ул. Кирова, 51.